# 1981年世界大賽
1981年世界大賽是由代表美聯的紐約洋基與代表國聯的洛杉磯道奇在世界大賽中對決。最後由道奇4勝2敗打敗洋基，拿下世界大賽冠軍。
道奇隊在世界大賽上先在客場2連敗，接下來4連勝奪冠。而這是洋基和道奇在世界大賽上的第11次交手，下一次交手已經是2024年。

## 總結
國聯 洛杉磯道奇（4）- 美聯 紐約洋基（2）
| 場次 | 比數           | 日期      | 地點       | 觀眾  |
| ---- | -------------- | --------- | ---------- | ----- |
| 1    | 道奇 3，洋基 5 | 10月20日  | 洋基體育場 | 56470 |
| 2    | 道奇 0，洋基 3 | 10月21日  | 洋基體育場 | 56505 |
| 3    | 洋基 4，道奇 5 | 10月23日  | 道奇體育場 | 56236 |
| 4    | 洋基 7，道奇 8 | 10月24日  | 道奇體育場 | 56242 |
| 5    | 洋基 1，道奇 2 | 10月25日  | 道奇體育場 | 56115 |
| 6    | 道奇 9，洋基 2 | 10月28日† | 洋基體育場 | 56513 |

† 原訂於10月27日舉行，因雨延期。

## 逐場結果

### 第一戰：10月20日
紐約州，布朗克斯，洋基體育場
| 洛杉磯道奇 | 0 | 0 | 0 | 0 | 1 | 0 | 0 | 2 | 0 | 3 | 5 | 0 |
| 紐約洋基 | 3 | 0 | 1 | 1 | 0 | 0 | 0 | 0 | X | 5 | 6 | 0 |
| 勝投： 羅恩·吉德里（1–0） 敗投： Jerry Reuss（0–1） 救援成功： Goose Gossage（1） 全壘打： 道奇：Steve Yeager（5上,1分） 洋基：Bob Watson（1下,3分） |   |   |   |   |   |   |   |   |   |   |   |   |

Bob Watson在首局下馬上敲出3分砲幫助洋基先馳得點，隨後球隊又在3、4兩局攻下分數，形成5比0領先。
5局上，Steve Yeager敲出陽春砲先讓球隊打破鴨蛋。8局上，道奇隊靠著2次保送、捕逸、安打跟高飛犧牲打拿下2分。不過終結者Goose Gossage仍穩住陣腳，在9局上送出2次三振，讓洋基拿下第一勝。

### 第二戰：10月21日
紐約州，布朗克斯，洋基體育場
| 洛杉磯道奇                                                                       | 0 | 0 | 0 | 0 | 0 | 0 | 0 | 0 | 0 | 0 | 4 | 2 |
| 紐約洋基                                                                         | 0 | 0 | 0 | 0 | 1 | 0 | 0 | 2 | X | 3 | 6 | 1 |
| 勝投： Tommy John（1–0） 敗投： Burt Hooton（0–1） 救援成功： Goose Gossage（2） |   |   |   |   |   |   |   |   |   |   |   |   |

Tommy John先發7局僅被敲出3安無失分；Burt Hooton也不遑多讓，6局投球僅被敲出3安失1分。
8局下，洋基隊先是連續敲出三支安打拿下1分。結果戴夫·史都華發生牽制失誤，Willie Randolph把握機會敲出高飛犧牲打再拿一分。Goose Gossage接替後援2局，送出3次三振，再次幫助洋基守下勝利。

### 第三戰：10月23日
加利福尼亞州，洛杉磯，道奇體育場
| 紐約洋基 | 0 | 2 | 2 | 0 | 0 | 0 | 0 | 0 | 0 | 4 | 9  | 0 |
| 洛杉磯道奇 | 3 | 0 | 0 | 0 | 2 | 0 | 0 | 0 | X | 5 | 11 | 1 |
| 勝投： 費南多·瓦倫祖拉（1–0） 敗投： George Frazier（0–1） 全壘打： 洋基：Bob Watson（2上,1分）、Rick Cerone（3上,2分） 道奇：Ron Cey（1下,3分） |   |   |   |   |   |   |   |   |   |   |    |   |

Ron Cey也和第一場的Bob Watson一樣，先敲出3分砲幫助道奇取得領先。不過先前才開轟的Bob Watson馬上跳出來，在2局上敲出陽春砲。
3局上，Rick Cerone敲出2分砲，一棒將比數逆轉。5局下，Pedro Guerrero先敲出二壘安打送回史蒂夫·賈維，而麥克·梭夏雖然在無人出局滿壘時敲出雙殺打，但也足夠讓道奇隊跑回超前分。
有了這一分的領先，費南多·瓦倫祖拉穩穩地完投9局，讓道奇隊拿下系列賽首勝。

### 第四戰：10月24日
加利福尼亞州，洛杉磯，道奇體育場
| 紐約洋基 | 2 | 1 | 1 | 0 | 0 | 2 | 0 | 1 | 0 | 7 | 13 | 1 |
| 洛杉磯道奇 | 0 | 0 | 2 | 0 | 1 | 3 | 2 | 0 | X | 8 | 14 | 2 |
| 勝投： Steve Howe（1–0） 敗投： George Frazier（0–2） 救援成功： Dan Quisenberry（1） 全壘打： 洋基：Willie Randolph（2上,1分）、瑞吉·傑克森（8上,1分） 道奇：Jay Johnstone（6下,2分） |   |   |   |   |   |   |   |   |   |   |    |   |

這次洋基隊在比賽前段就火力全開，包含Willie Randolph的全壘打在內，洋基隊在前3局就攻下4分。
不過道奇隊也不甘示弱，他們從第3局開始追分，6局下，Jay Johnstone敲出2分砲追到剩1分落後。Davey Lopes靠著失誤上壘後盜上三壘，而Bill Russell隨後敲出安打成功追平比數。
7局下，道奇隊敲出三支安打拿下2分，雖然瑞吉·傑克森在8局上開轟追回1分，但終場道奇隊仍以1分之差驚險守住勝利。

### 第五戰：10月25日
加利福尼亞州，洛杉磯，道奇體育場
| 紐約洋基 | 0 | 1 | 0 | 0 | 0 | 0 | 0 | 0 | 0 | 1 | 5 | 0 |
| 洛杉磯道奇 | 0 | 0 | 0 | 0 | 0 | 0 | 2 | 0 | X | 2 | 4 | 3 |
| 勝投： Jerry Reuss（1–1） 敗投： 羅恩·吉德里（1–1） 全壘打： 洋基：無 道奇：Pedro Guerrero（7下,1分）、Steve Yeager（7下,1分） |   |   |   |   |   |   |   |   |   |   |   |   |

羅恩·吉德里和Jerry Reuss再次正面交鋒，兩人也不約而同地上演一場投手戰。
Reuss在2局上遭遇亂流，Bob Watson靠著失誤上壘，下一棒的盧·皮涅拉敲出安打拿下第一分。但Reuss從第三局開始愈投愈穩，完全沒有給洋基隊任何得分的機會。
吉德里在前6局都順利壓制道奇隊打線，不過在7局下卻被Pedro Guerrero、Steve Yeager敲出背靠背的全壘打。加上Reuss完投9局僅失1分，最終道奇隊再次以1分險勝。

### 第六戰：10月28日
紐約州，布朗克斯，洋基體育場
| 洛杉磯道奇 | 0 | 0 | 0 | 1 | 3 | 4 | 0 | 1 | 0 | 9 | 13 | 1 |
| 紐約洋基 | 0 | 0 | 1 | 0 | 0 | 1 | 0 | 0 | 0 | 2 | 7  | 2 |
| 勝投： Burt Hooton（1–1） 敗投： George Frazier（0–3） 救援成功： Steve Howe（2） 全壘打： 道奇：Pedro Guerrero（8上,1分） 洋基：Willie Randolph（3下,1分） |   |   |   |   |   |   |   |   |   |   |    |   |

3局下，Willie Randolph率先開轟幫助洋基取得領先，而道奇隊在4局上追平比數。
5局上，接替投球的George Frazier又出現狀況，他單局被敲出4支安打失3分。6局上，道奇隊又展開一波攻勢，單局又進帳4分，形成8比1大幅領先。
有了打線的爆發，加上Burt Hooton和Steve Howe的合作封鎖下，道奇隊順利連拿4勝逆轉奪下冠軍金盃。
George Frazier也成為大聯盟唯一一位在7戰4勝制的世界大賽上吞下3敗的選手。而這也是大聯盟唯一一次有3位選手同時獲選為世界大賽MVP。

## 焦點球員
道奇
- 史蒂夫·賈維：世界大賽打擊率4成17，敲出10支安打都是全隊最高。

- Ron Cey：世界大賽打擊率3成50，敲出7支安打、1轟和6分打點。

- Pedro Guerrero：世界大賽打擊率3成33，敲出7支安打、2轟和7分打點。

- Steve Yeager：世界大賽打擊率2成86，敲出2轟和4分打點。

- Burt Hooton：世界大賽先發兩場拿下1勝1敗，防禦率1.59。

洋基
- 盧·皮涅拉：世界大賽打擊率4成38為全隊最高，敲出7支安打和3分打點。

- Bob Watson：世界大賽打擊率3成18，敲出7支安打、2轟和7分打點都是全隊第一高。

- Willlie Randolph：世界大賽敲出2轟與3分打點，並獲得全隊最多的9次保送。

- Aurelio Rodriguez：世界大賽打擊率4成17，敲出5支安打。

- Tommy John：世界大賽先發兩場拿下1勝，13局投球僅失1分，防禦率0.69。

- 羅恩·吉德里：世界大賽先發兩場拿下1勝1敗，防禦率1.93，14局投球送出15次三振。

## 外部連結
- Almanac網站上關於1981年世界大賽的頁面（页面存档备份，存于）
- MLB官網裡的1981年世界大賽頁面（页面存档备份，存于）
- Reference網站上關於1981年世界大賽的頁面（页面存档备份，存于）
- 1981年世界大賽逐場比賽結果以及每一球詳細紀錄[]